# Ialînivka, Cervonoarmiisk
Ialînivka (în ucraineană Ялинівка) este localitatea de reședință a comunei Ialînivka din raionul Cervonoarmiisk, regiunea Jîtomîr, Ucraina.

## Demografie
Componența lingvistică a localității Ialînivka
     Ucraineană (98,19%)
     Alte limbi (0,3%)
Conform recensământului din 2001, majoritatea populației localității Ialînivka era vorbitoare de ucraineană (98,19%), existând în minoritate și vorbitori de alte limbi.